# Lothar von Hortstein
Lothar von Hortstein (rodné jméno Lothar Ornstein) (15. října 1855 Olomouc – 4. srpna 1944 Opava) byl rakousko-uherský generál židovského původu. V armádě sloužil od roku 1874 a postupně byl štábním důstojníkem nebo velitelem jednotek pěchoty na různých místech monarchie, několik let mimo jiné strávil v Čechách. V roce 1911 dosáhl hodnosti generála pěchoty a byl velitelem postupně dvou armádních sborů (1911–1912 v Dubrovníku, 1912–1914 v Litoměřicích). Na začátku první světové války se zúčastnil bojů na Balkáně a východní frontě. Ještě v roce 1914 byl odvolán a penzionován, zbytek života strávil v ústraní v Opavě.

## Životopis
Pocházel z židovské rodiny s původním příjmením Ornstein, narodil se v Olomouci jako mladší syn c. k. generálmajora Aurela Leopolda von Hortstein (1826–1909). Aurel byl v roce 1872 povýšen do šlechtického stavu a v roce 1885 požádal o užívání výhradně příjmení von Hortstein. Lothar po vojenských studiích vstoupil do armády a v roce 1874 získal hodnost poručíka. V hodnosti nadporučíka (1879) působil několik let u štábu ve Varaždíně, jako kapitán (1884) byl poté štábním důstojníkem v Záhřebu. V hodnosti podplukovníka byl v roce 1891 přidělen ke generálnímu štábu ve Vídni. V letech 1896–1903 byl náčelníkem štábu XII. armádního sboru v Sibiu. V roce 1903 byl povýšen na generálmajora a následně byl velitelem 10. divize pěchoty v Josefově. V roce 1907 dosáhl hodnosti polního podmaršála, poté velel pěším divizím ve Štýrském Hradci a Dubrovníku.
V letech 1911–1912 zastával funkci vrchního velitele XVI. armádního sboru v Dubrovníku a v listopadu 1911 dosáhl hodnosti generála pěchoty, zároveň byl jmenován c. k. tajným radou. Od prosince 1912 byl vrchním velitelem IX. armádního sboru se sídlem v Litoměřicích. Na začátku první světové války IX. armádní sbor začleněn do 2. armády pod velením generála Böhm-Ermolliho určené k invazi do Srbska, kde se Hortsteinovy jednotky dopustily násilí na civilním obyvatelstvu. Již v srpnu 1914 byl sbor odvolán na východní frontu, kde se Hortstein zúčastnil bojů v Haliči. Ještě koncem léta byl odvolán a k datu 1. října 1914 penzionován. Po válce se usadil v Opavě, kde žil v soukromí a veřejného života se zúčastňoval jen výjimečně.
Za zásluhy získal rytířský kříž Leopoldova řádu (1908) a Řád železné koruny I. třídy (1914), dále byl nositelem Vojenského záslužného kříže, Vojenské záslužné medaile a několika dalších vyznamenání. Od roku 1913 byl čestným majitelem pěšího pluku č. 92 umístěného v Terezíně.
Jeho starší bratr Franz Joseph von Hortstein (1854–1938) sloužil také v armádě a dosáhl hodnosti polního podmaršála.